# Micheline Coulombe Saint-Marcoux
Micheline Coulombe Saint-Marcoux (* 9. August 1938 in Notre-Dame-de-la-Doré, Québec; † 2. Februar 1985 in Montreal) war eine kanadische Komponistin.

## Leben und Wirken
Coulombe Saint-Marcoux studierte von 1956 bis 1958 Klavier und Harmonielehre bei François Brassard und von 1960 bis 1963 Klavier bei Yvonne Hubert, Musiktheorie bei Françoise Aubut und Komposition bei Claude Champagne an der École Vincent-d’Indy. Danach war sie Schülerin von Gilles Tremblay und Clermont Pépin.
1967 erhielt sie für die Komposition Modulaire einen Prix d’Europa und lebte 1968–70 in Paris, wo sie elektronische Musik bei der Groupe de recherches musicales des ORTF studierte und Kurse bei Pierre Schaeffer am Conservatoire de Paris nahm. Außerdem hatte sie Privatunterricht bei Gilbert Amy und Jean-Pierre Guézec.
Gemeinsam mit fünf Musikern gründete Coulombe Saint-Marcoux die Groupe international de musique électroacoustique de Paris (GIMEP), mit der sie bis 1973 Konzertreisen durch Europa, Südamerika und Kanada unternahm. Zwei ihrer Kompositionen, Bernavir und Trakadie, wurden 1970 von der GIMEP uraufgeführt.
Nach ihrer Rückkehr nach Québec gründete sie mit den Perkussionisten Guy Lachapelle, Pierre Béluse und Robert Leroux das Ensemble Polycousmie, das sich der Verbindung von elektronischer Musik, Perkussion und Tanz widmete. Mit der Gruppe nahm sie eine Sendung für die Serie Sons et images der CBC auf, eine weitere erschien im Folgejahr mit Jean Laurendeau an den Ondes Martenot. Ihre Komposition Ishuma, ein Auftragswerk der Société de musique contemporaine du Québec, wurde 1976 von der CBC gesendet.
Coulombe Saint-Marcoux unterrichtete von 1971 bis 1984 am Conservatoire de musique du Québec. Außerdem war sie im Vorstand der Composers, Authors and Publishers Association of Canada (CAPAC), des Canadian Music Centre und der Société de musique contemporaine du Québec (SMCQ). Das Canadian Music Council zeichnete sie 1985 für ihr Werk und ihren Beitrag für das musikalische Leben Kanadas aus.

## Werke
- Suite Doréane für Klavier, 1961
- Chanson d’automne (nach Paul Verlaine) für Sopran, Flöte, Violine und Klavier, 1963
- Variations für Klavier, 1963
- Kaleidoscope für Klavier, 1964
- Modulaire für Orchester und Ondes Martenot, 1967
- Hétéromorphie für Orchester, 1969
- Luminance für Orchester, 1978
- Evocations doranes für Piccoloflöte, drei Flöten, Oboe und Klarinette, 1964
- Sonata für Flöte und Klavier, 1964
- Wing Tra La für Chor und sechs Darsteller, 1964
- String Quartet, 1966
- Équation I für zwei Gitarren, 1968
- Séquences für zwei Ondes Martenot und Perkussion, 1968
- Assemblages für Klavier, 1969
- Trakadie für Perkussion und Tonband, 1970
- Bernavir, 1970
- Arksalalartôq; Contrastances; Moustières, 1971
- Makazoti (nach Noël Audet und Gilles Marsolais) für acht Stimmen, vier Bläser, zwei Streicher und Perkussion, 1971
- Zones, 1972
- Épisode II für drei Perkussionisten, 1972
- Filmmusik zu Tel qu’en Lemieux, 1973
- Alchera (nach Nicole Brossard) für Mezzosopran, Flöte, Klarinette, Posaune, Violine, Cello, Perkussion, Cembalo, Tonband und Licht, 1973
- Ishuma (nach Inuit-Texten und Paul Chamberland) für Sopran, Posaune, Violine, Kontrabass, drei Perkussionisten, Ondes Martenot, Hammondorgel und Synthesizer, 1974
- Genesis, Bläserquintett, 1975
- Miroirs für Cembalo und Tonband, 1975
- Moments für Sopran, Flöte, Viola und Cello, 1977
- Regards für drei Bläser, Harfe, Klavier, Perkussion, drei Streicher und Tonband, 1978
- Mandala I für Flöte, Oboe, Cello, Klavier und Schlagzeug, 1980
- Mandala II für Klavier, 1980
- Intégration I für Cello, 1980
- Intégration II, für Violine, 1980
- Constellation I, 1980
- Composition I für Horn, 1981
- Horizon I für Flöte, 1981
- Horizon II für Oboe, 1981
- Gésode I für Sopran und Klavier, 1981
- Gésode II für Tenor und Klavier, 1981
- Étreinte für vier Ondes Martenot, 1983
- Comment Wang-Fö fut sauvé, Musik für ein Puppenspiel, 1983
- Transit, Musiktheater, 1984